# お母さん、ぼくが生まれてごめんなさい
『お母さん、ぼくが生まれてごめんなさい』（おかあさん ぼくがうまれてごめんなさい）は、日本のノンフィクション書籍。著者は発行当時の奈良県立明日香養護学校の教員、後の奈良県奈良市の障害者福祉団体・特定非営利活動法人「かかしの会」の理事長である向野幾世。向野が明日香養護学校で生徒として受け持っていた奈良県桜井市出身の少年の生涯と、彼の作った詩（後述）を中心として、少年の家族や仲間たち、障害者としての苦しみ、喜び、希望などを綴った書籍である。サンケイ出版より1978年（昭和53年）に発行された後、一度は絶版となったが、平成期に再び話題となったことで、約四半世紀を経て2002年（平成14年）に復刊された。2007年（平成19年）にはこれを原作とするテレビドラマ（後述）も放映された。

## 主題詩
この詩の作者である山田 康文（やまだ やすふみ、1960年〈昭和35年〉6月2日 - 1975年〈昭和50年〉6月11日）は、重度の脳性麻痺を患う障害児であり、1968年（昭和43年）に明日香養護学校に入学し、向野幾世の受け持ちの生徒となった。知能は正常であったものの、発声や手足の動作も不自由で、学校内で最も重い障害の持ち主であったが、向野が1972年（昭和47年）に同校の言語訓練の担当となったことで多くの言葉を表現し、それらが日記のように書きためられていた。後に奈良で障害者施設の建設が進められ、その資金集めのため、同校の障害児の作った詩にアマチュア音楽グループ「奈良フォーク村」が曲をつけて歌うイベント「わたぼうしコンサート」の開催が決定した。康文もこれに参加し、書きためたノートに内容をもとに作り上げた詩が、本書の主題となる詩である。
詩の製作にあたっては、向野がいくつもの文章を提示し、康文はそれが自分の意図する表現に合っているかどうかを目や舌のみの仕草で示すという、地道な方法がとられた。一例として、詩は「ごめんなさいね おかあさん」の書き出しで始まるが、この一言をとっても、「ごめんね」「ごめんなさい」など、意味は同じでも表現の異なる無数の言葉から、康文の想いに最も適した「ごめんなさいね」を選び出すだけで、約1か月を要していた。
詩の内容は、自分の母に宛てたものであった。康文は母の助力で通学しており、母の体力や家業に大変な負担をかけていた。また当時、1960年代から1970年代にかけての日本は未だ障害者差別が著しく、周囲からの奇異の視線や心ない言葉を投げかけられ、母が悲しむことも多かった。そうしたことで苦労をかけている母に対し、自分が障害者として生まれたことを詫びる内容の詩であった。これに心を打たれた母親は返詩として、自分が息子を障害者として生んだことを詫びるとともに、息子を希望として今後も生きてゆくことを詩に書いた。康文はさらに返詩として、母への感謝、障害を受け入れて生きていくことを書き、詩が完成した。
1975年（昭和50年）、第1回「わたぼうしコンサート」が開催。しかし康文の詩に対しては、フォーク村の一同が「訴えるものが強すぎて、とても曲が付けられない」「へたに曲をつけると詩の命が死んでしまう」「胸が詰まって歌えない」と言い合ったことから、曲がつけられることはなく、向野による朗読として発表された。
この「わたぼうしコンサート」に、テイチクエンタテインメントの当時の社長である南口重治が来場していたことから、同コンサートが全国でも初めての福祉レコードとなることが決定した。しかし康文はその完成を待つことなく、15歳の誕生日を迎えた直後の同1975年6月、不慮の事故により死去した。

## その後の反響
康文の死を受けて同1975年6月末、彼の好きだったラジオ番組『おはようパーソナリティ中村鋭一です』（朝日放送ラジオ）で、パーソナリティの中村鋭一がこの詩を朗読した。中村は朗読しながら涙を抑えるのに困り、アシスタントはそのそばで泣いていたという。放送直後、朝日放送には「感動した」との電話が殺到した。康文の家には朝日放送から、彼の大好きだった中村の曲「吠えろタイガース」が贈られた。
同年8月、前述のレコードが「みんな同じ空の下に生きている」の題で完成した。この詩については、音楽を通じて障害者への理解を深めることが狙いであったため、曲の付いていない詩を収録することに反対意見もあったが、最終的には康文の生涯を人々の心に残すため、コンサート同様に向野の朗読により収録された。このレコードを通して詩はさらに反響を呼び、懸命な生き様、親子の情愛に感動したとの手紙が連日のように届いた。
1977年（昭和52年）、「わたぼうし全国縦断コンサート」開始。東京都での開催時、実行委員の1人がフジテレビのディレクターである小林信正の娘だったことから、小林も観客として来場していた。小林によれば、この詩の朗読の場面では観客たちが静まり返り、やがて涙声になっていたという。この小林の依頼により、作曲家の遠藤実が初めてこの詩に曲をつけた。遠藤は「初めて詩を読んで、四、五行目あたりから泣けて泣けて仕方がありませんでした」と語った。

### テレビ番組での紹介
1978年（昭和53年）3月10日、小林信正が担当するテレビ番組『小川宏ショー』内のコーナー「希望の詩」でこの曲が取り上げられた。康文の母の強い希望で、彼が大ファンだった歌手の森昌子が歌を担当し、女優の水城蘭子が詩を朗読した。このことは放送前日の3月9日のサンケイ（後の産経新聞）朝刊の社会面トップで報じられた。
放送は大反響を呼び、日本全国から電話が150本、手紙が65通あり、感想を述べるためにテレビ局まで足を運んだ視聴者も3人いた。鳥取県米子市の中学校ではこの詩が教材に用いられ、放送を見て心中を思い留まった母娘もいた。司会の小川宏は後にこの放送を振り返り、「フロアディレクターまでが号泣しながら放送したのはおそらくこれが最初で最後だったでしょう。先輩から『司会者はどんな場合も泣いてはいけない』と言われていたわたしは決して泣くまいと思い、ずっと足の股をつねりながら進行しました」と語った。
あまりに大きな反響に応えて3か月後、康文の誕生日に合せて同年6月2日に再放送が行われた。再放送後に小川は「不自由な人たちの生き方から、私たちはもっともっと学んでいかなければなりませんね」と感想を述べた。生放送を特徴とする『小川宏ショー』としては、再放送は異例のことであり、同番組での再放送はこれが唯一である。
また、感動したとの意見のみならず、障害者の側が「ごめんなさい」と謝らなければならないことを疑問視する意見もあった。そのことから向野はこの詩を、単に感動を呼ぶものではなく、障害児に「ごめんなさい」と言わせている社会に問題があることを示すものでもあると語っている。

## 平成期の反響
本書が絶版となった後の2000年（平成12年）、石川県七尾市の寺院・願正寺の住職である三藤観映がこの詩に出逢い、強く心を打たれた。書家でもある三藤はこの詩を書にし、同年4月に石川県金沢市で開催された現代美術展に出展した。主催者側からは「書の前に人だかりができた」「書を見た人が涙を流していた」などの報告があり、三藤のもとにも康文に関する問合せが多くあった。

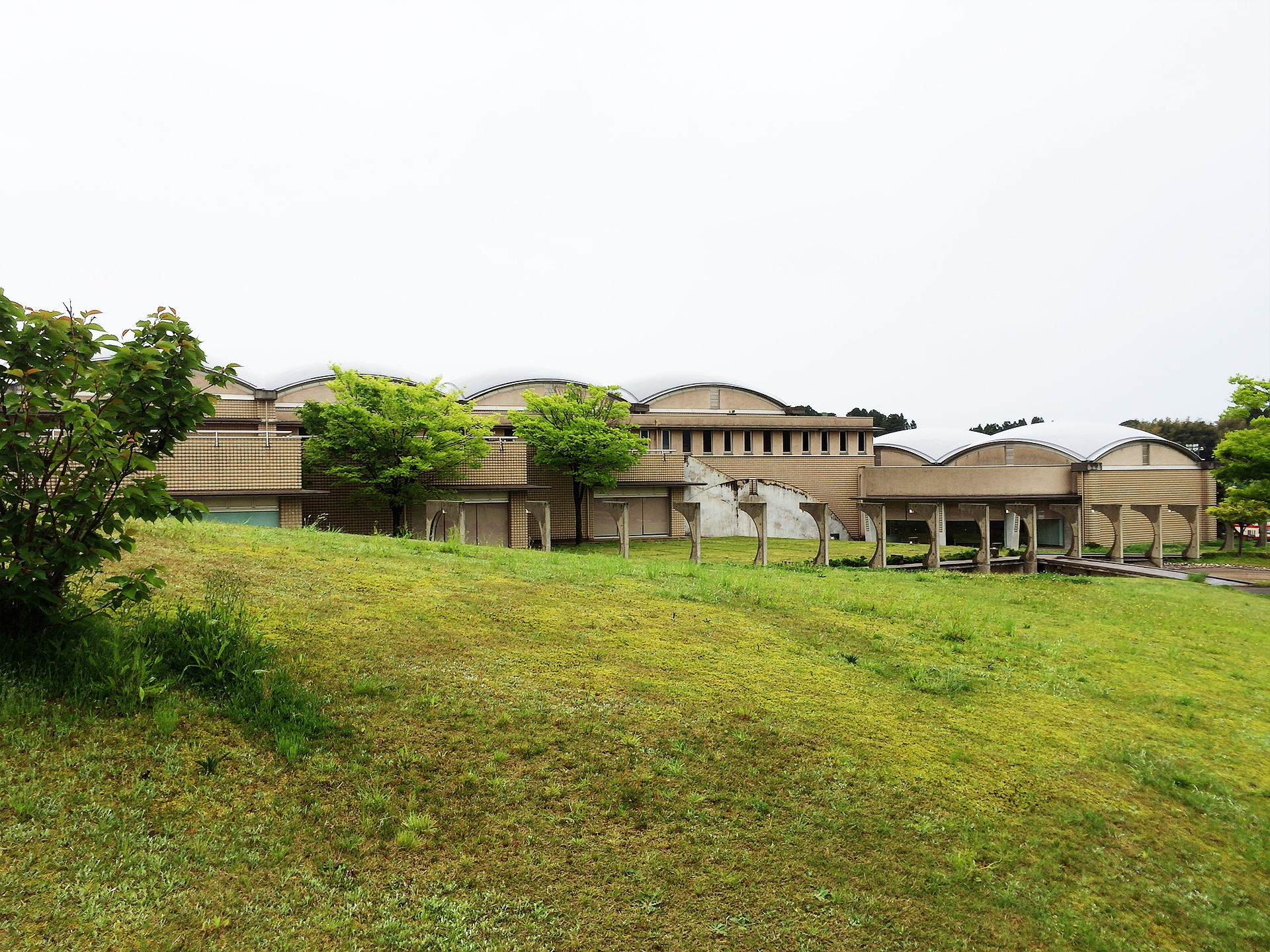
石川県七尾美術館

2002年（平成14年）、この書は三藤の地元である七尾市の石川県七尾美術館の美術展に出展された。あるときに女子学生の一団たちが来館し、その1人の生徒が展示品群に不満を漏らしていたところへ、美術館のボランティアの女性が「あの作品だけでも見て行って」と、三藤の書を勧めた。その詩を読んだ生徒は泣き始め、ついには生徒たち全員が耐え切れずに泣き出し、「今の健康と幸福を忘れていました」と女性に礼を述べた。
このボランティア女性が七尾美術館での一件を産経新聞の紙面企画「ウェーブ産経」へ投書したところ、非常に多くの反響があった。兵庫県淡路島の三原郡青少年育成センターの所長である川渕泰司も、「今どきの女子学生を泣かせる詩とはどんなものか」と産経新聞の読者サービス室に電話を入れ、「実際に読んでみて、一人でも多くのお母さん、子供に伝えたいと感じました」「この詩を読んで、親子関係を見つめなおす一助になれば、とセンターのニュースレターに掲載することにしました」と語った。同年4月にはテレビ番組でも紹介され、障害児を持つ母親たち、特別支援学級の教員といった読者たちからも、共感を強く感じたとの感想が多数寄せられた。新潟県のキリスト教会のウェブサイトでも、この詩が紹介された。ブラジルのサンパウロからも、この詩に関する問合せがあった。
こうした反響を受けて同2002年4月、『お母さん、ぼくが生まれてごめんなさい』が一部改訂の上で復刊されるに至った。
復刊後の同2002年、致知出版社の雑誌「致知」誌上で、向野がこの詩を紹介した。致知出版社の社長である藤尾秀昭は、「自分を生み育ててくれた母親に報いたい。その思いがこの少年の人生のテーマだったといえる」「生前、ひと言の言葉も発し得なかった少年が、生涯を懸けてうたいあげた命の絶唱」と賞した。
後の2006年（平成18年）には、不登校児童を受け入れている宮崎市熊野のフリースクール・自然楽校未来船でも、命の大切さを伝える教材として取り入れられた。2009年（平成21年）には、大阪府吹田市のボランティア点訳グループ「あい」によって点字化された。

## テレビドラマ
2007年（平成19年）7月13日、フジテレビの金曜プレステージ枠で、『お母さん ぼくが生まれてごめんなさい』のタイトルで単発ドラマとして放映。康文の母をモデルとした香川亜希子役を、奇しくも前述の『小川宏ショー』で本書と縁のあった森昌子が演じており、森の20数年ぶりの主演ドラマとして話題となった。すでに2児の母となっていた森は、母の立場からこの詩を振り返り「彼は感受性が豊かで感謝の気持ちをずっと持っていたんだなと思います」と語った。

### あらすじ
香川康文（演：渡辺直樹）は脳性麻痺を患いつつも、母の亜希子（演：森昌子）の押す車椅子で特別支援学校に通い、担任の向野幾世（演：伊藤かずえ）や級友たちと共に、明るい学校生活を送っている。ある日の学校で、学校外で友達を作るという課題が出る。康文はかつて陸上競技で颯爽と活躍していた少女・藤谷瞳（演：福田沙紀）を想い、現在は性格が荒んでいる瞳を、自分が友達となることで立ち直らせようとする。瞳は康文との交流を経て更生し、ボランティアの道へと進む。そんな中、学校の人気者であった康文の級友・矢城薫（演：大森なるみ）が、母の真由美（演：石井めぐみ）と心中という悲劇が訪れる。